# Pygmodeon obscurum
Pygmodeon obscurum es una especie de escarabajo longicornio del género Pygmodeon, tribu Neoibidionini, subfamilia Cerambycinae. Fue descrita científicamente por Martins, Galileo & Santos-Silva en 2015.
La especie se mantiene activa durante el mes de diciembre.

## Descripción
Mide 8,6-11,1 milímetros de longitud.

## Distribución
Se distribuye por Brasil.